# Tetraplaria australis
Tetraplaria australis är en mossdjursart som beskrevs av Tenison Woods 1879. Tetraplaria australis ingår i släktet Tetraplaria och familjen Tetraplariidae. Inga underarter finns listade i Catalogue of Life.